# Merlin – Die neuen Abenteuer
Merlin – Die neuen Abenteuer ist eine britische Fantasy-Fernsehserie über den gleichnamigen Zauberer und seine Beziehung zu Prinz Arthur. Von 2008 bis 2012 wurden fünf Staffeln der Serie im Auftrag von NBC Universal und BBC One von Shine Limited produziert. Sie war sowohl in Großbritannien als auch international ein großer Erfolg und wurde in 50 Ländern ausgestrahlt. Das Serienfinale wurde zu Weihnachten 2012 in Großbritannien ausgestrahlt.

## Handlung
In Camelot herrscht König Uther Pendragon, der Magie zum Schwerverbrechen erklärt hat. Das Anwenden von Magie wird mit dem Tod bestraft. Dies macht es nicht gerade leicht für den jungen Merlin, der erst kürzlich in die Stadt gezogen ist. Er lebt beim Hofarzt Gaius, der schnell seine magischen Fähigkeiten erkennt, ihn jedoch bei jeder Gelegenheit in Schutz nimmt.
Es dauert nicht lange, bis Merlin zum ersten Mal Prinz Arthur begegnet. Nach der ersten Auseinandersetzung zwischen den beiden gehen sie sich aus dem Weg, doch als Merlin Arthurs Leben rettet, bestimmt Uther, dass Merlin zur Belohnung Arthurs Diener wird. Zunächst sind beide nicht sehr begeistert, aber bald entwickelt sich eine freundschaftliche Beziehung, die beide aber oft nicht richtig wahrhaben wollen. Merlin erfährt von einem Drachen, der unter Camelot in Gefangenschaft lebt, dass es sein Schicksal ist, Arthur zu schützen und ihm bei seinem vorbestimmten Weg beiseite zu stehen.

## Charaktere

### Merlin
Merlin kommt in der ersten Folge der Serie nach Camelot und zieht beim Hofarzt Gaius ein. Er fängt an, sich mit Arthur zu streiten und wird deshalb mehrere Male an den Pranger gestellt, als er jedoch Arthurs Leben rettet, gibt ihm König Uther die Arbeitsstelle als Diener von Arthur. Der ist anfangs gar nicht begeistert von der Entscheidung des Königs, fängt jedoch an, sich damit abzufinden. Schon in der ersten Folge erfährt man, dass Merlin über Zauberkräfte verfügt, Magie ist in Camelot jedoch bei Todesstrafe verboten. Merlin zaubert trotzdem, denn er muss sich und seine Mitmenschen aus vielen brenzligen Situationen retten. Merlin weiß kaum etwas über Schwertkampf, Arthurs Pflicht und Leidenschaft, und ist anfangs ungeschickt als Arthurs Diener, fügt sich jedoch nach und nach. Er ist manchmal ungeschickt, jedoch überaus hilfsbereit.
In der Folge „Merlin und das Druidenmädchen“ in der zweiten Staffel befreit er eine Druidin aus einem Käfig und riskiert für sie sein Leben. Merlin hat eine ungewöhnliche Verbindung zu Morgana, dem Mündel von Uther Pendragon, da sie in der zweiten Staffel erfährt, dass sie über Zauberkräfte verfügt und diese wie Merlin verbergen muss. Am Ende der zweiten Staffel erfährt Merlin vom Drachen, dass Morgana sterben muss, um Camelot zu bewahren. Merlin fällt es jedoch sehr schwer, sie zu vergiften. Bei mehreren Gelegenheiten hat er die Chance, sie zu töten, rettet sie jedoch jedes Mal. Prinz Arthur ist er ein treuer Freund und landet für ihn in der Folge „Auf dem Wege nach Avalon“ in der ersten Staffel gleich dreimal am Pranger, weil er zum Schutze Arthurs lügt. Merlin erfährt von dem großen Drachen, den er oft um Hilfe bittet, dass er und Arthur verbunden sind. Es ist sein Schicksal, Arthurs Leben zu beschützen, da nur dieser das Leben in Camelot verbessern kann. Die Druiden und manche andere Zauberwesen nennen Merlin Emrys.

### Uther
Uther Pendragon ist der König von Camelot und Arthurs Vater. Er ist auch Morganas Zieh- und, wie sich später herausstellt, leiblicher Vater. Da Uthers Frau wegen Zauberei starb, entschied Uther, Zauberei von Camelot fernzuhalten. Uther ist streng und oft ungerecht. Er muss ständig seine Macht unter Beweis stellen. Er ist hart zu Arthur, behauptet immer wieder, dieser sei noch nicht reif den Thron zu erben. Uther liebt Arthur aber durchaus, kann dies aber nur selten zeigen.
Als Uther erfährt, dass Morgana zu einer bösen Zauberin geworden ist, sitzt er nur da, ist traurig und kann nicht mehr herrschen. Morgana will nur eins: Uther Pendragons Tod und den Platz auf dem Thron. Als Uther in einem letzten Aufbäumen bei dem Versuch, Arthurs Leben vor einem Mörder zu schützen, ernsthaft verletzt wird, entscheidet sich Arthur nach langem Zögern, einen Zauberer um Hilfe zu bitten. Er sucht den Zauberer Emrys (Merlins ältere Form) und bittet ihn, seinem Vater zu helfen. Emrys willigt nur unter einer Bedingung ein, dass die Zauberei in Camelot erlaubt wird. Morgana kann Uthers Heilung durch eine verzauberte Kette verhindern und den Heilzauber in einen Todeszauber verwandeln. Durch Uthers Tod wächst Arthurs Hass auf die Zauberei und an ihre Freigabe ist nicht mehr zu denken. Später holt Arthur seinen Vater mithilfe eines magischen Horns aus dem Totenreich zurück. Doch der Geist seines Vaters ist enttäuscht von der Herrschaft seines Sohnes und seiner Heirat mit Gwen. Er beginnt in Camelot zu spuken und Unfrieden zu stiften. Doch Arthur und Merlin gelingt es mit dem Horn, Uther zurück in das Totenreich zu schicken.

### Arthur
Arthur Pendragon ist der Sohn König Uthers und verhält sich anfangs wie ein arroganter Adeliger. Er kommandiert Merlin gerne herum und ist leicht zu provozieren. Mit der Zeit zeigt sich aber, dass er in Wirklichkeit ein äußerst gutherziger Mensch ist. Arthur ist der beste Kämpfer Camelots und ist an Mut kaum zu übertreffen. Er will sich seinen Ruhm und seinen Sieg ehrlich verdienen, wie man in der Folge „Im Auftrag des Bösen“ der zweiten Staffel erfährt, als er herausfindet, dass ihn die anderen Ritter gewinnen lassen, nur weil er der Sohn des Königs ist. Also verkleidet er sich als Bauer aus einem anderen Königreich.
Im Laufe der Serie werden Arthur und Merlin gute Freunde und Arthur würde nahezu alles tun, um ihn zu beschützen, auch wenn er das nicht gern zugibt. Wenn es sein muss, missachtet er dafür sogar die Befehle seines Vaters. Letztendlich nennt Arthur Merlin sogar seinen besten Freund, und obwohl er ihn oft wegen seines vermeintlichen Ungeschicks verhöhnt, genießt er seine Hochachtung. Als Merlin von Morgana in der vierten Staffel entführt wird, schickt er sogar einen Suchtrupp los, um ihn zu retten.
In der letzten Folge gesteht Merlin ihm, dass er ein Zauberer ist, woraufhin Arthur sich zunächst hintergangen fühlt, doch letztendlich verzeiht er ihm.
Arthurs Beziehung zu Morgana verändert sich im Verlauf der Serie drastisch. In der ersten Staffel geht sie eher in eine romantische als freundschaftliche Richtung, die sich oft dadurch ausdrückt, dass sie entweder indirekt flirten oder sich necken. Nachdem sich jedoch die Autoren der Serie entschlossen, dieses zu ändern, weil viele Leute Morgana als Arthurs Schwester kennen und die Serie zu der Zeit zu einer kinderfreundlichen Zeit auf BBC ausgestrahlt wurde, wurde sie offiziell zu seiner Halbschwester. Obwohl sie sich oft streiten und Arthur sich ihr gegenüber oft arrogant verhält, hat er einen starken Beschützerinstinkt, wenn es um sie geht. So lässt er sie nicht aus dem Schloss gehen, aus Angst sie könnte erneut entführt werden, oder stürmt in ihre Gemächer, weil er glaubt, sie sei in Gefahr. In der Folge „Die Kristallhöhle“ wird Morgana an ihrem Geburtstag schwer verletzt und man erfährt, dass Arthur mit ihr aufgewachsen ist und er „auf seinen Platz auf dem Thron verzichten würde, damit sie noch einen weiteren Sonnenaufgang erlebt“. Umso getroffener ist er, als er erfährt, dass Morgana eine Verräterin ist, und gibt sich letztendlich die Schuld, da er nicht für sie da war, sondern sich mit Gwen beschäftigte, als Morgana ihre Kräfte entdeckte und Angst hatte. Seit dem Verrat bis zum Staffelfinale der vierten Staffel bekommt man den Eindruck, er beginne, sie zu hassen. Als sie sich jedoch zum ersten Mal seit der Wiedereroberung von Camelot wiedersehen, sieht man einen gebrochenen und tieftraurigen Arthur, der nicht mit ihr kämpfen will, sondern einfach nur den Grund für ihren Verrat und Hass auf ihn wissen will.
In der Folge „Lancelot und Guinevere“ in der zweiten Staffel erfährt man, dass Arthur in Guinevere, genannt Gwen, verliebt ist. Er kann aber nicht mit ihr zusammen sein, da sie eine Dienerin ist. Nachdem Morgana vorhersieht, dass Arthur Gwen zu seiner Königin macht, will sie dies verhindern, indem sie Gwens alte Liebe, Lancelot, wieder zum Leben erweckt. Am Vortag der eigentlichen Hochzeit zwischen Arthur und Gwen küsst sie Lancelot, verzaubert von Morgana, was Arthur mitansieht. Daraufhin verbannt er Gwen aus Camelot. Schlussendlich finden Gwen und Arthur sich jedoch wieder und heiraten am Ende der vierten Staffel.
Wenn es um seine verstorbene Mutter geht, ist Arthur sehr aufbrausend, da sie bei seiner Geburt starb. Er selbst weiß nicht – der Zuschauer jedoch schon –, dass Uther die Zauberin Nimueh bat, seine unfruchtbare Frau Ygrainne zu schwängern, damit er einen Erben Camelots hätte, jedoch ist von Uther übersehen worden, dass man für ein neues Leben eines geben muss. Arthur selbst hat nicht so einen großen Hass auf die Zauberei wie sein Vater. Um seine Mutter zu sehen, stimmt er in der Folge „Die Geburtslüge“ zu, dass die Zauberin Morgause durch Magie seine Mutter für einige Minuten zum Leben erweckt. Diese erzählt ihm, dass Arthur durch Zauberei entstanden ist.
Am Ende der Serie erliegt Arthur seinen Verletzungen des finalen Kampfes mit Morgana. Er wurde von dem ehemaligen Druidenjungen Mordred schwer verletzt, jedoch konnte Arthur ihn auch töten. Merlin hat bis zu Arthurs Tod versucht ihn zu retten und wollte ihn an einem magischen See wieder heilen, wofür es letztendlich zu spät war, da Arthur und Merlin auf dem Weg zu diesem See einem Angriff von Morgana ausgesetzt waren, in dessen Verlauf wurde jedoch sie von Merlin vernichtet. Für Arthur kam dennoch jede Rettung zu spät. Er starb nur im Beisein von Merlin, der ihn kurz darauf bestattete.

### Morgana
Nachdem ihr Vater bei einem Kampf starb, ist Morgana die Schutzbefohlene von Uther Pendragon. In Merlin und Gwen sieht sie mehr Freunde als Diener. Obwohl Arthur zunächst nicht viel für sie empfindet, tut er sehr viel für sie. Im Laufe der Zeit (nachdem von den Autoren entschieden wurde, die in der ersten Staffel angedeutete Möglichkeit auf eine romantische Beziehung abzuschaffen) entwickelt sich eine geschwisterliche Liebe zwischen ihnen. So retten beide sich gegenseitig das Leben und Arthurs Beschützerinstinkt zeigt sich oft, wenn Morgana den Wunsch äußert das Schloss zu verlassen, aus Angst sie könnte erneut entführt werden. Morgana und Uther streiten sich häufig, weswegen er sie auch schon mal einsperren ließ. Zum Beispiel, als Morgana und Gwen zum Grab von Morganas Vater ritten, wurden sie von Räubern überfallen. Die beiden wurden verschleppt, da die Entführer sie an einen „König“ ausliefern wollten, der von Uther Lösegeld fordern wollte. Dank eines Tricks gelingt es Morgana zu fliehen, aber als sie Gwen zurücklassen muss, verlangt sie von Uther, Leute für Gwen loszuschicken, was in einem Streit endet. Morgana hat ständig Albträume, die sich fast immer verwirklichen. Als sie ungewollt im Schlaf einen Brand verursacht, denkt sie, sie sei eine Hexe und geht damit zu Gaius, der ihr mit seinen Tränken aber auch nicht helfen kann und jede Anspielung, die sie auf die Zauberei macht, leugnet. Als sie von Merlin erfährt, wo sich die Druiden, ein altes Zaubervolk, aufhalten, findet sie bei ihnen Schutz und Zuneigung. Als sie Uther „rettet“, muss sie wieder das brave Mädchen spielen, das seinem Ziehvater gehorcht, obwohl sie immer mehr Hass für ihn empfindet. Sie plant sogar einen Mordanschlag auf ihn, den Merlin jedoch zu verhindern weiß. Er vergiftet sie und Morgana fühlt sich sowohl von ihrem Bruder Arthur, der nicht ahnte, was mit ihr geschah und sich deshalb Gwen mehr zuwendete anstatt sich um Morgana zu kümmern, als auch von ihren Freunden verraten. Als sie von ihrer Halbschwester Morgause, die auch Zauberkräfte hat, persönlich aufgesucht wird, geht sie mit ihr mit. In der Folge „Die Tränen des Königs“ foltern die beiden Uther geradezu damit, dass sie ihn mit Hilfe einer Alraunenwurzel, die Wahnvorstellungen hervorhebt, schwächen wollen. Morgana wird zur bösen Hexe, die Camelot ein für alle Mal von Uther Pendragon befreien will und ahnt nicht, wem sie damit alles Schaden zufügt. Sie erfährt, dass sie die echte Tochter Uthers ist, somit begreift sie, dass sie selbst den Königsthron besteigen kann. Dafür ist ihr jedes Mittel recht.
Am Ende der vierten Staffel treffen Morgana und Arthur zum ersten Mal seit zwei Jahren aufeinander. Morgana, die nicht darauf vorbereitet war beim Anblick von Arthurs traurigem Gesicht schwach zu werden, ließ ihre Fassade für Sekunden bröckeln und erklärt, dass sie wütend war, weil er sich wie sein Vater Uther gegen sie und die Magie auflehnte. Das Gespräch endet mit einer wütenden Morgana, weil Arthur meinte, dass sowohl er als auch sie Uther ähneln. Sie versucht ihn mit einem Zauberspruch zu töten, was misslingt, weil ihr zuvor von Merlin die Zauberkräfte genommen wurden. Auf der Flucht besiegte sie Gwen, wird aber von Merlin verletzt, woraufhin sie im Wald im Sterben liegt. Der neu geschlüpfte Drache Aithusa erweckt sie jedoch wieder zum Leben, indem er seinen Drachenatem nutzt. Zwischen dem Finale der 4. Staffel und dem Auftakt der 5. Staffel vergehen drei Jahre. In der ersten Folge der 5. Staffel wird erwähnt, dass Morgana für zwei der drei Jahre zusammen mit Aithusa gefangen gehalten wurde. Sie verbündet sich zunächst mit dem Zauberer Ruadan, welcher allerdings kurz darauf getötet wird. Sie glaubt auch, in ihrem alten Freund Mordred einen neuen Verbündeten gefunden zu haben, dieser verrät sie jedoch und wird Ritter von Camelot. Daraufhin belegt sie Gwen mit einem Zauber und macht sie zu ihrer Spionin am Hofe des Königs. Lange Zeit ermittelt Gwen verdeckt für Morgana, Arthur und Merlin durchschauen dies jedoch und holen Gwen auf ihre Seite zurück. Morgana vermutet, dass für alle ihrer Niederlagen nur der Zauberer Emrys verantwortlich sein kann, der laut einer Prophezeiung für ihren Tod verantwortlich sein wird. Als Mordred sich letztendlich von Arthur verraten fühlt, kehrt er zu Morgana zurück und verrät ihr, dass Merlin jener Emrys ist. Daraufhin versucht Morgana, Merlin aus dem Weg zu schaffen, was ihr aber nicht gelingt. In der Schlacht von Camlann wird Arthur von Mordred tödlich verwundet, schafft es allerdings, Mordred ebenfalls zu töten. Merlin will Arthur retten, im Wald werden sie allerdings von Morgana ertappt, da diese sich an Arthurs Qualen erfreuen und ihm beim Sterben zusehen will. Merlin überwältigt Morgana jedoch und sie wird von ihm mit dem Schwert Excalibur erstochen.
Während sie in der ursprünglichen Artussage als König Artus’ Geliebte und Heilerin auf der Insel Avalon dargestellt wird, gilt sie aufgrund des späteren Glaubens der Kirche, dass es einen Teufel geben muss, in der „echten“ Merlin Sage als Erzfeindin des Zauberers, die sich bis zum Tod immer wieder bekämpfen.

### Gwen
Gwen arbeitet als Zofe für Morgana und die beiden sind sehr gute Freundinnen. Als Gwens Vater durch Uther stirbt, bricht für sie eine Welt zusammen. Gwen verliebt sich zuerst in Lancelot und später auch in Arthur. Sie ist hilfsbereit und, obwohl sie nur eine Zofe ist, sagt sie Arthur manchmal deutlich ihre Meinung. Mit der Zeit wird ihr klar, dass sie sich zwischen Lancelot und Arthur entscheiden muss. Sie wird einige Male von Arthur sehr verletzt, als sie ihn z. B. in der Folge „In Liebe verzaubert“ mit Lady Vivian zusammen sieht. Doch es stellt sich heraus, dass Arthur mit einem Liebeszauber belegt war. In der vierten Staffel, in der Arthur bereits der König von Camelot ist, verlieben sich die beiden unsterblich ineinander, und somit beschließen sie, zu heiraten. Morgana kommt dazwischen und belebt Lancelot wieder, damit Gwen sich wieder in ihn verliebt. Gwen wird auf Arthurs Befehl aus Camelot verbannt. Am Ende der vierten Staffel jedoch kehrt Gwen wegen des Krieges an Arthurs Seite zurück, dem klar wird, dass er Gwen trotz ihres Vertrauensbruches noch liebt und auch vertraut, woraufhin er Gwen zu seiner Ehefrau macht und somit auch zur Königin Camelots. Später gerät sie unter Morganas Bann, wodurch sie böse wird und gegen Arthur und Merlin intrigiert, um Camelot allein zu regieren. Sie spioniert für Morgana und ermordet sogar einen unschuldigen Menschen. Später wird der Bann dann gebrochen und Gwen wird wieder gut, bereut jedoch ihre Taten.

### Gaius
Gaius ist der Hofarzt und ein vertrautes Ratsmitglied, wegen seines niederen Standes jedoch nicht gefeit vor Verdächtigung und Anschuldigung. Er lehrt Merlin viel über Heilkunst und Magie, welche er selbst früher praktizierte. Er weiß viele Geheimnisse über Uther, Arthur und Morgana, was sich in mehreren Folgen herausstellt. Beispielsweise war er bei der Geburt von Arthur dabei und weiß um die Umstände des Todes seiner Mutter, doch er schwor dem König dieses Geheimnis nie Arthur zu verraten. Gaius’ Wissen über die alte Religion ist oft Anlass, den König vor ihr zu warnen, jedoch hört fast keiner auf ihn.

## Besetzung
Die Synchronisation der Serie wurde bei der Deutsche Synchron Filmgesellschaft nach einem Dialogbuch von Michael Nowka unter der Dialogregie von Frank Schaff erstellt.

### Hauptdarsteller
| Schauspieler     | Figur               | Staffel | Folge    | Synchronsprecher      |
| ---------------- | ------------------- | ------- | -------- | --------------------- |
| Colin Morgan     | Merlin (Emrys)      | 1–5     | 1–65     | Ozan Ünal             |
| Bradley James    | Arthur Pendragon    | 1–5     | 1–65     | Gerrit Schmidt-Foß    |
| Katie McGrath    | Morgana             | 1–5     | 1–65     | Schaukje Könning      |
| Richard Wilson   | Gaius               | 1–5     | 1–65     | Jürgen Thormann       |
| Anthony Head     | Uther Pendragon     | 1–5     | 1–42, 55 | Thomas Nero Wolff     |
| Angel Coulby     | Guinevere (Gwen)    | 1–5     | 1–65     | Jelena Mitschke       |
| John Hurt*       | Drache (Kilgharrah) | 1–5     | 1–65     | Friedrich G. Beckhaus |
| Nathaniel Parker | Agravaine           | 4       | 40–52    | Erich Räuker          |

* englische Synchronstimme des Großen Drachen

### Nebendarsteller
| Ritter Camelots        |                         |      |                                          |                                                          |
| Santiago Cabrera       | Sir Lancelot            | 1–4  | 5, 17, 39–41, 48                         | Frank Schaff                                             |
| Rupert Young           | Sir Leon                | 2–5  | 15–16, 19–21 25–30 38–65                 | Thomas Schmuckert                                        |
| Eoin Macken            | Sir Gwaine              | 3–5  | 30, 34, 38–65                            | Viktor Neumann                                           |
| Adetomiwa Edun         | Sir Elyan               | 3–5  | 33, 38–45, 47–58                         | Tim Knauer                                               |
| Tom Hopper             | Sir Percival            | 3–5  | 39–45, 47–65                             | Dirk Bublies                                             |
| Wiederkehrende Figuren |                         |      |                                          |                                                          |
| Caroline Faber         | Hunith                  | 1, 4 | 1, 10, 13, 51                            |                                                          |
| Michelle Ryan          | Nimueh                  | 1    | 3–4, 9, 13                               | Sonja Spuhl                                              |
| Michael Cronin         | Geoffrey (Bibliothekar) | 1–4  | 5–6, 9, 18–19, 21, 29, 32, 35, 38, 41–42 | Werner Ziebig                                            |
| Asa Butterfield        | Mordred                 | 1, 2 | 8, 16, 24                                | Oscar Räuker                                             |
| Alexander Vlahos       | Mordred                 | 5    | 53–65                                    | Nico Sablik                                              |
| Emilia Fox             | Morgause                | 2–4  | 21, 25, 27–28, 31, 33–34, 36, 38–40      | Irina Wanka (Staffel 2) Elisabeth Günther (ab Staffel 3) |
| Tom Ellis              | Cenred                  | 3    | 1, 27–28, 33, 38                         | Sebastian Christoph Jacob                                |

### Episodendarsteller (Auswahl)
| Schauspieler       | Figur                              | Folge  | Synchronsprecher     |
| ------------------ | ---------------------------------- | ------ | -------------------- |
| Staffel 1          |                                    |        |                      |
| Eve Myles          | Mary Collins / Lady Helen          | 1      | Britta Steffenhagen  |
| Will Mellor        | Valiant                            | 2      | Jan-David Rönfeldt   |
| Paul Kynman        | Sir Cador                          | 4      |                      |
| Julian Rhind-Tutt  | Edwin Muirden                      | 6      | Julien Haggège       |
| Kyle Redmond-Jones | Sir Owain                          | 9      | Tobias Nath          |
| Rick English       | Tristan de Bois (Schwarzer Ritter) | 9      |                      |
| Alexander Siddig   | Kanen                              | 10     | Marcus Off           |
| Joe Dempsie        | William                            | 10     | Marcel Collé         |
| Frank Finlay       | Anhora                             | 11     |                      |
| Cal Macaninch      | Tauren                             | 12     | Bernd Vollbrecht     |
| Staffel 2          |                                    |        |                      |
| Mackenzie Crook    | Cedric                             | 14     | Stefan Krause        |
| Fintan McKeown     | König Odin                         | 15, 56 | Jan Spitzer          |
| Adrian Lester      | Myror                              | 15     | Torsten Michaelis    |
| Colin Salmon       | Aglain                             | 16     | Detlef Bierstedt     |
| James Cosmo        | Hengist                            | 17     | Hans Teuscher        |
| Sarah Parish       | Lady Catrina                       | 18, 19 | Anne Moll            |
| Charles Dance      | Aredian                            | 20     | Christian Rode       |
| Laura Donnelly     | Freya                              | 22, 39 | Jill Böttcher        |
| David Schofield    | König Alined                       | 23     | Uli Krohm            |
| Mark Lewis Jones   | König Olaf                         | 23     | Eberhard Haar        |
| Georgia Moffett    | Lady Vivian                        | 23     | Giuliana Jakobeit    |
| Joseph Mawle       | Alvarr                             | 24     | Erich Räuker         |
| John Lynch         | Balinor                            | 26     | Dieter Memel         |
| Staffel 3          |                                    |        |                      |
| John Hopkins       | Sir Oswald                         | 30     | Karlo Hackenberger   |
| Karl Johnson       | Taliesin                           | 31     | Hasso Zorn           |
| Georgia King       | Prinzessin Elena                   | 32     | Julia Meynen         |
| Staffel 4          |                                    |        |                      |
| James Callis       | Julius Borden                      | 43     | Tim Moeseritz        |
| Lindsay Duncan     | Königin Annis                      | 44     | Sabine Arnhold       |
| Gary Lewis         | Alator                             | 46     | Klaus-Dieter Klebsch |
| Charlene McKenna   | Lamia                              | 47     | Josephine Schmidt    |
| Janet Montgomery   | Prinzessin Mithian                 | 50, 56 | Jill Böttcher        |
| Terence Maynard    | Helios                             | 50–52  | Ingo Albrecht        |
| Ben Daniels        | Tristan                            | 51–52  | Uwe Büschken         |
| Miranda Raison     | Isolde                             | 51–52  | Katrin Zimmermann    |

## Produktion
Die Serie wurde ab März 2008 von Shine in Zusammenarbeit mit BBC Wales produziert und nutzte als Kulisse für das Schloss Camelot das französische Schloss Pierrefonds. Am 13. Dezember 2008 gab die BBC bekannt, dass Merlin um eine zweite Staffel verlängert wurde. Die Dreharbeiten für die zweite Staffel begannen im Frühjahr 2009 und endeten im Herbst 2009. Die dritte Staffel wurde ab März 2010 in Cardiff, Wales, und ab dem 8. April 2010 in Frankreich im Schloss Pierrefonds gedreht.
Am 25. Oktober 2010 verlängerte BBC One die Serie für eine vierte Staffel. Die Produktion dafür begann im März 2011. Auf der Comic-Con 2011 in San Diego gab die BBC dann die Produktion einer fünften Staffel für 2012 bekannt, die zwischen dem 6. Oktober und Weihnachten 2012 zu sehen war.
Im November 2012 gaben die Produzenten Johnny Capps und Julian Murphy trotz guter Einschaltquoten bekannt, dass die Serie mit dem Ende der fünften Staffel beendet sein werde. Sie gaben an, dass die Handlung der Serie von Anfang an auf fünf Staffeln ausgelegt war.
Im November 2012 wurde berichtet, dass das Produktionsunternehmen Shine ein Spin-off der Serie diskutiere. Die Entwickler der Serie, Johnny Capps und Julian Murphy, verließen das Unternehmen jedoch nach Ende der Serie. Auch Arthur-Darsteller Bradley James schloss seine Mitwirkung aus.

## Ausstrahlung

### Großbritannien
Die erste Staffel war vom 20. September bis zum 13. Dezember 2008 auf BBC One zu sehen. Die zweite Staffel wurde zwischen dem 19. September und dem 19. Dezember 2009 ausgestrahlt. Die dreizehn Folgen umfassende dritte Staffel lief vom 11. September bis 4. Dezember 2010 im Programm von BBC One. Die vierte Staffel wurde ab dem 1. Oktober 2011 ausgestrahlt. Die fünfte und letzte Staffel wurde zwischen dem 6. Oktober und Weihnachten 2012 ausgestrahlt.

### Deutschland
In Deutschland war die Ausstrahlung der ersten Staffel vom 17. Oktober bis zum 19. Dezember 2009 am Samstagnachmittag bei RTL zu sehen. RTL setzte die Serie danach wegen zu schlechter Quoten ab.
Ab dem 13. Oktober 2010 wurde die erste Staffel auf Super RTL wiederholt und die zweite Staffel ab dem 22. Dezember 2010 erstausgestrahlt. Die ersten beiden Folgen der dritten Staffel wurden nach nur einer Woche Pause am 23. März 2011 gesendet. Die weiteren Folgen waren ab dem 12. Oktober 2011 zu sehen. Die deutschsprachige Ausstrahlung der vierten Staffel erfolgte vom 4. Januar 2012 bis zum 28. März 2012 auf Super RTL. Die fünfte und letzte Staffel war ab dem 13. Februar 2013 auf Super RTL zu sehen. Merlin – Die neuen Abenteuer gehörte in Deutschland zu den beliebtesten Serien bei Super RTL.

### Österreich
In Österreich war die Ausstrahlung der ersten Staffel vom 17. Oktober 2009 bis zum 27. Februar 2010 auf ORF 1 zu sehen.

### International
Die Serie wurde an 50 verschiedene Sender verkauft und in 183 Ländern ausgestrahlt, darunter Australien, Bulgarien, Kanada, Dänemark, Frankreich, Israel, Italien, Malaysia, Niederlande, Norwegen, Polen, Portugal, Rumänien, Russland, Spanien, Schweden, Taiwan, Türkei, Ukraine, USA, Griechenland und Vietnam.

## DVD-Veröffentlichung
Deutschland
- Volume 1 (Staffel 1 Folgen 1–6) erschien am 3. Dezember 2009.
- Volume 2 (Staffel 1 Folgen 7–13) erschien am 4. Februar 2010.
- Volume 3 (Staffel 2 Folgen 1–7) erschien am 25. Februar 2011.
- Volume 4 (Staffel 2 Folgen 8–13) erschien am 25. März 2011.
- Volume 5 (Staffel 3 Folgen 1–7) erschien am 25. November 2011.
- Volume 6 (Staffel 3 Folgen 8–13) erschien am 5. Januar 2012.
- Volume 7 (Staffel 4 Folgen 1–6) erschien am 24. Februar 2012.
- Volume 8 (Staffel 4 Folge 7–13) erschien am 30. März 2012.
- Volume 9 (Staffel 5 Folge 1–6) erschien am 23. März 2013.
- Volume 10 (Staffel 5 Folge 7–13) erschien am 10. Mai 2013.

- Merlin – Die neuen Abenteuer LTD. – Die komplette Serie, erschien am 2. Dezember 2022.